# Мирослав Кадлец
Мирослав Кадлец (чеш. Miroslav Kadlec; Ухерско Храдиште, 22. јун 1964) бивши је чешки фудбалер, играо је на позицији одбрамбеног играча. Његов син, Михал Кадлец, је такође професионални фудбалер.

## Каријера

### Клуб
Сениорску каријеру је започео 1983. у Витковицу. Следеће године је играо у Гвезди, а 1986. поново за Витковице. Током своје каријере, играо је осам година у немачкој Бундеслиги за Кајзерслаутерн. Године 1990. је потписао уговор са Кајзерслаутерном, 1998. са Дрновицом и 2001. са Збројовком Брном.

### Репрезентација
Играо је за репрезентацију Чехословачке од 1987. и за репрезентацију Чешке од 1994. године. Одиграо је укупно у 64 меча за национални тим и постигао два гола. Учествовао је на Светском првенству 1990, играјући свих деведесет минута на пет мечева. Шест година касније је играо за репрезентацију Чешке на Европском првенству 1996, где је пропустио једну утакмицу због суспензије, а на крају су освојили сребрну медаљу.

## Успеси

### Клуб

#### Кајзерслаутерн
- Шампион Бундеслиге Немачке: 1990—91, 1997—98.
- Победник Купа Немачке: 1995—96.

### Репрезентација

#### Чешка
- Друго место Европског првенства: 1996.